# Leucodon dracaenae
Leucodon dracaenae là một loài Rêu trong họ Leucodontaceae. Loài này được Solms ex Venturi mô tả khoa học đầu tiên năm 1872.